# Dąbrowa (rejon korelicki)
Dąbrowa (biał. Дуброва, Dubrowa; ros. Дуброва, Dubrowa; pol. hist. także Nowo Rajca Dąbrowa) – wieś na Białorusi, w obwodzie grodzieńskim, w rejonie korelickim, w sielsowiecie Rajca.

## Historia
W dwudziestoleciu międzywojennym leżała w Polsce, w województwie nowogródzkim, w powiecie nowogródzkim, w gminie Rajce. W 1921 miejscowość liczyła 254 mieszkańców, zamieszkałych w 52 budynkach, w tym 244 Białorusinów i 10 Polaków. 245 mieszkańców było wyznania prawosławnego i 9 rzymskokatolickiego.
Po II wojnie światowej w granicach Związku Sowieckiego. Od 1991 w niepodległej Białorusi.